# Physocephala truncata
Physocephala truncata – gatunek muchówki z podrzędu krótkoczułkich i rodziny wyślepkowatych.
Gatunek ten opisany został w 1847 roku przez F. Hermanna Loewa jako Conops truncata.
Muchówka o wydłużonym ciele długości 14 mm. Głowa jej jest żółta z czarną przepaską podłużną, biegnącą na twarzy poniżej czułków. Ubarwienie całego ryjka jest czarne. Czułki są czarne z czerwonymi szczytem drugiego i nasadą trzeciego członu. Biczyk czułków cechuje słabo wystający drugi człon. Tułów jest czarny ze srebrzystymi plamami na sklerytach bocznych. Na skrzydle ciemna przepaska podłużna jest dobrze zaznaczona między żyłkami radialnymi R1 a R2+3 i nie dochodzi do wierzchołka komórki radialnej R3. Odnóża są żółte z brązowawymi stopami i nasadami tylnych goleni. Odwłok jest czarny z czerwonawą podstawą, w części nasadowej silnie przewężony.
Owad znany z Hiszpanii, Niemiec, Austrii, Włoch, Polski, Czech, Słowacji, Węgier, Rumunii i Cypru.